# 김숙자 (1389년)
김숙자(金叔滋, 1389년 8월 24일 ∼ 1456년 3월 2일)는 조선 초기의 문신, 성리학자, 철학자이자 교육가로 본관은 선산(善山), 초명은 자(滋), 자는 자배(子培), 호는 강호(江湖)·강호산인(江湖散人)으로 불렸다. 시호는 문강(文康)이다. 별칭은 청수백석(淸水白石)이다. 선산 출신의 도학자이자 유학자이며 사림의 도통으로 지목된다. 야은 길재(冶隱 吉再), 윤상(別洞 尹祥)의 문인이다.
1414년(태종 14) 생원시에 합격하여 성균관에서 수학하였고, 1419년(세종 1) 식년 문과에 병과로 급제하여 관직에 올랐으나, 본처와의 이혼 경력으로 요직에 임명될 때마다 거듭 사헌부에서 논계하였다. 아들 김종직에 의하면 전처의 아버지 한변이 무함했다 하나, 사헌부 등에서는 그의 이혼경력을 계속 문제삼았다. 이후 고령현감을 거쳐 1436년(세종 18년) 몸가짐을 바르게 한 선비를 추천할 때 으뜸으로 뽑혀 세자우정자(世子右正字)가 되었다. 그러나 얼마 뒤 선산군의 교수관으로 나갔다가 개령현감이 되고, 사재감부정에 임명됐다. 사예(司藝), 중훈대부에 이르러 관직을 사직하고 1456년 처가인 밀양으로 내려가 여생을 보냈다. 관료생활과 상중에도 문하생을 길러냈으며, 아들이자 문하생인 김종직을 통해 정몽주의 학통을 후대에 전수하였다.
사후 원종공신으로 법전에 따라 1계급 특진 추증되어, 1457년(세조 3) 10월 증 중직대부(中直大夫) 예문관직제학 겸 춘추관기주관(藝文館直提學兼春秋館記注官)에 추증되고, 1845년(헌종 11년) 의정부영의정 권돈인의 추증 및 시호 하사 건의로 증 이조판서 겸 좨주(吏曹判書兼祭酒)에 가증됐다. 1646년(인조 24) 선산 낙봉서원(洛峯書院)에 제향되고, 1787년(정조 11) 사액이 내려졌다. 1905년(광무 8) 거창 남상 일원정 (一源亭)에 배향되었다. 1871년(고종 8) 3월 16일 왕명으로 문강(文康)의 증시(贈諡)가 내려졌다.

## 생애

### 어린 시절

#### 출생과 가계
김숙자는 1389년(고려 창왕 1)에 경상도 선산 영봉리(迎鳳里, 현 구미시 선산읍)의 조부 김은유의 사제에서 태어났다. 강호선생실록에 의하면 8월 24일 해시(亥時) 생이라 한다. 처음 이름은 자(滋)인데 뒤에 숙자(叔滋)로 고쳤다. 고려 문하시중 순충공(順忠公) 김선궁(金宣弓)의 후손으로, 고조부는 연(延), 증조부는 양온감령(良醞監令) 광위(光偉), 할아버지는 사재감령(司宰監令)으로 증 참의에 추증된 김은유(金恩宥)이고, 아버지는 김관(金琯)으로 진사이고 사후 증 호조참의와 증 참판에 추증되었다. 어머니는 인동 유씨(仁同兪氏)로, 고려 말 봉선대부 소부소윤((奉善大夫 少府少尹)을 지낸 유인귀(兪仁貴)의 딸이다.
할아버지 김온유는 고려말 동면도감판관(東面都監判官), 사재감령을 역임하고 사후 조선조에 와서 증 통정대부 병조참의에 추증되었다. 아버지 김관은 공민왕때 진사시에 합격했으나 관직에 나가지 않고 진사에 머물렀다. 사후 증 호조참의(戶曹參議)에 추증됐다가 다시 증(贈) 가선대부 병조참판(嘉善大夫兵曺參判)으로 추증되었다. 누이 일선김씨는 세종 때 좌군사정(左軍司正)을 지낸 안동 하회(下回) 출신 유홍(柳洪)과 혼인했으며, 그의 외조카 유소(柳沼)는 후일 서애 유성룡의 고조부가 된다. 
아버지 김관은 말년에 애첩을 두었는데, 이 일로 어머니 인동유씨 부인과 갈등했다. 어머니 유씨는 그 일로 속을 태우다 사망했다. 아들 김종직에 의하면 김숙자는 이를 가슴 아파하며 결코 첩을 두지 않았다 한다.

#### 유년, 소년 시절
그의 고향 영봉리는 15명의 과거급제자를 배출했다 하여, 마을에 장원방(壯元坊)이라는 별명이 있었다. 인근 이문리, 노상리, 완전리 일대에도 대과, 소과 등 이런저런 과거 급제자들이 다수 배출되었다. 영봉리가 장원방이라는 별명이 있던 것은 그의 아들 김종직이 소개하면서 알려졌으며, 이중환의 택리지에도 언급된다. 그의 어린시절에 대한 기록은 전하지 않으나, 아들 김종직에 의하면 그는 7,8세 무렵부터 총명했다고 한다. 강호선생실록에 의하면 9세 때부터 독서를 시작했다. 
김숙자는 12세 때부터 길재(吉再)로부터 『소학』과 경서를 배우기 시작하였다. 역학에 밝은 당시 조선 유학자 별동 윤상(別洞 尹祥)이 황간현감으로 임명되어 내려와 있다는 소식을 듣고, 그를 찾아갔다. 걸어가서 배움을 청하자 윤상은 찾아온 그의 열의를 보고 『주역』의 깊은 뜻을 힘써 가르쳐주었다. 윤상은 다시 포은 정몽주(鄭夢周)의 문하생 중 한 사람인 조용(趙庸)이 1392년(태조 1) 역성혁명을 반대하다가 예천에 유배되어 오자, 조말생(趙末生)·배강(裵杠) 등과 함께 조용을 찾아가 그를 사사하여 문인이 되었다. 김숙자는 길재 외에도 윤상의 문하에서 수학하면서 정몽주의 학통을 이었다. 그밖에 그는 조용, 김말 등과도 교류하였다.
1402년(태종 2) 향교(鄕校)에 가서 글을 배웠다. 1407년(태종 7) 개성으로 가서 개경사마시(開京司馬試)에 응시했으나 낙방하였다. 그는 곡한한씨 한변(韓變)의 딸과 결혼했으나 이혼하고 다시 사재감정 밀양 박홍신(朴弘信)의 딸과 재혼하였다. 김종직에 의하면 한변이 자신의 딸이 공녀로 끌려간다며 하소연하자, 그를 불쌍히 여긴 할아버지 김은유(金恩宥)가 한변의 딸과 그를 혼인시켰다 한다. 그러나 이는 두고두고 논쟁거리가 되었다.

### 수학과 과거 급제
1414년(태종 14) 봄 예조판서 황희(黃喜), 예조 좌참의(禮曹左參議) 권우(權遇), 성균관대사성(成均大司成) 이맹균(李孟畇) 등이 주관하는 사마시에서 생원시 2등으로 합격하고, 바로 성균관에 들어가 수학했다. 사마시에 합격한 후 이름을 자에서 숙자(叔滋)로 고쳤다. 성균관 수학할 때 문정(文貞) 조용(趙庸), 문숙(文肅) 변계량(卞季良), 참판 박이창(朴以昌), 제학 조상치(曺尙治) 등이 경술(經術)과 문행(文行)에 뛰어나다며 추천을 받았다.
1417년(태종 17) 봄 중성균시(中成均試)에 일등 제일인(第一人)으로 합격하였으나, 그 해의 회시(會試)에는 낙방하였다. 1418년(태종 18년) 아버지 김관의 명으로 본처 한씨와 이혼, 친정으로 돌려보냈다. 1419년(세종 1) 안동향시(安東鄕試)에 제2등으로 합격하여 한양으로 상경, 1419년(세종 1) 식년 문과에 병과 1등으로 급제하였다. 장사랑 권지성균관학유에 임명되거 고향으로 돌아왔다. 
이때 전처인 한씨와 이혼하였다. 전처 한씨의 자매의 남편 김주(金宙)는 의술 재주가 있었는데, 김주는 성주목사 이상선(李相善)에게 그가 과거에 합격한 후 아내를 출처했다고 고하였고, 이는 그대로 예문관에 보고되었다.

### 관료 생활

#### 관료 생활 초반
1420년 봄 박홍신의 딸 밀양박씨와 재혼했고, 그해 12월 학유(學諭)에 임명되었다. 후일 그는 후처의 친정이 있는 밀양군 부북면 대동리(현, 밀양시 부북면 제대리)에 정착, 그곳에 추원재를 짓고 거처로 삼았다. 후일 아들 김종직이 태어난 김종직 생가지가 된다. 1421년 봄 학유에 다시 임명되고 이듬해 1월 한양으로 올라가 관직을 시작하였고, 사관(史官)에 임명되었다. 
1422년(세종 4년) 5월 종사랑으로 승진, 성균관학록이 되었다. 아들 김종직에 의하면 1423년 김주가 한성으로 간 뒤, 장인 한변(韓變)을 불러서 사헌부에 소송을 제기하였다고 한다. 사헌부에 소환된 그는 대질심문을 받았으며 낙직(落職)당하고 고향으로 내려왔다 한다. 고령현감을 거쳐, 1423년(세종 5) 7월 성균 직학(成均直學)이 되었을때, 사헌부가 세종대왕에게 그가 자식이 있는 조강지처를 망령되이 서얼(庶孽)이라 일컬어 아무 까닭도 없이 버려 이별하였으니, 형률에 의거하면 곤장 80대를 치라는 계를 올렸다. 김종직에 의하면 전처의 아버지 한변이 무함했다 한다. 이 일로 사직퇴하고 물러났다. 1424년 경상우도 처치사(慶尙右道處置使) 이순몽(李順蒙)이 예(禮)를 갖추어 그를 막료(幕僚)로 초빙, 거제도 산달포(山達浦)로 가서 3년간 지냈다.
1427년(세종 9년) 경상좌도 처치사(慶尙左道處置使) 김을신(金乙辛)이 예를 갖추어 청하여, 그의 막료가 되어 부산 부산포(釜山浦)로 갔다. 1431년 7월 모친 유씨가 죽어 밀양에서 분상했는데, 8월 아버지도 사망하였다. 그는 할머니 김씨부인 묘소 하에 빈소를 마련하였다. 이후 3년간 복상하였다. 1433년 가을 상복을 벗고 밀양으로 돌아왔다. 1434년 경상우도 병마절제사(慶尙右道兵馬節制使) 조비형(曺備衡)이 예를 갖추어 청하자, 막료가 되어 마산 합포(合浦)로 갔다.

#### 성균관 재직
1435년(세종 17) 9월에 한성으로 돌아가 그해 10월 성균관학록에 복직했으며, 12월에 학정(學正)으로 승진하고, 또 통사랑(通仕郞)으로 다시 승진，성균관진덕박사 겸 양현고녹사(成均館進德博士兼養賢庫錄事)에 임명되었다. 1436년에 경명행수(經明行修)의 선비 추천에서 첫 번째로 꼽혀 세자우정자(世子右正字)가 되었다. 그러나 얼마 후 선산의 교수관으로 나갔다가 개령현감이 되었다. 9월 무공랑 성균관박사겸 양현고승이 되었다. 1437년 12월 선무랑에 배사하고 선공감주부에 임명되었으며, 이듬해 2월 예빈시주부, 6월 내자시주부 등을 역임했다.
그는 관료생활 외에도 소학부터 경학 등 학문을 가르쳤고, 아들 김종직 외에도 탁중(卓中), 이재인, 면재 손조서(勉齋 孫肇瑞), 노촌 이약동(老村 李約東) 등의 문인이 그의 문하에서 배출되었다. 김숙자의 문인 중에서 우수한 제자 9명은 세칭 아홉 현인이라 불리기도 했다.
1438년(세종 20) 10월 내자시 주부(內資侍主簿)로 재직 중 서연 정자(書筵正字) 직에 겸임되었다. 이때 사간원 좌정언 이예장(李禮長)으로부터 전에 조강지처(糟糠之妻)를 버리고 죄를 얻어 침체되었다가, 이제 죄를 용서 받고 다시 벼슬길이 열렸사오나 잘못을 뉘우치는 행적을 듣지 못하였다는 비판을 받았다. 이후 집현전 주부(注簿)로 옮겼다. 
1439년(세종 21) 세종대왕이 정승들에게 명하여 경학에 밝고 행실이 닦여진 사람을 뽑아서 사유(師儒)의 자리에 두도록 하자, 정승들로부터 수천(首薦)으로 추천을 받아 즉시 성균관주부 겸 세자우정자(成均注簿兼世子右正字)에 임명됐다. 그런데 그 무렵 당시 사간원사간 박중림(朴仲林)의 누이가 막 자기 남편에게 이혼당해 쫓겨났다. 박중림이 한참 분심을 품고 있던 중, 그 분심을 그에게 옮겨 출처(出妻)한 일을 상소하여 논란이 됐고 그는 우정자에서 파면당했다. 성균관에 근무하던 중 어느 시점에 풍습(風濕, 류머티즘)에 걸렸다 한다. 풍습병은 낫지 않고 계속 그를 괴롭혔다. 여묘살이를 하면서 풍습은 더 심해졌다.
1439년(세종 21) 4월 이조에서 그를 동부 교수관(東部敎授官)으로 발령하였다. 그러나 사헌부에서 이혼한 일로 계속 탄핵 상주를 올려, 왕명으로 사유록(師儒錄)에서 삭제당하였다. 사헌부에서는 그를 추천한 집현전, 이조 관리들의 처벌도 같이 상주했으나 세종대왕이 거절하였다. 그해 5월에 중부 영(中部令)으로 임명되었다.

#### 지방관 재직
1439년(세종 21년) 6월에 선산 교수관(善山敎授官)으로 나갔다. 1440년(세종 22년) 7월 선교랑(宣敎郞)으로 승진했고, 1441년(세종 23) 1월 김해교수관 노호(盧浩)와 보직상환 변경되어 김해로 내려갔다. 그가 선산교수관 재직 중이던 1441년 노호(盧浩)가 김해 교수관(金海敎授官)이 되었는데, 자기 어머니가 선산에 있는 관계로, 그에게 글을 보내 서로 자리를 바꿔 주기를 청하자, 그의 사정을 봐주어 임지를 서로 바꿔 김해로 내려갔다. 
1442년 2월 남부령(南部令)이 되었다가 특별히 동반직을 받아 승의교위(承義校尉)에 제수되고，중군섭부사직 겸 성균관주부(中軍攝副司直兼成均注簿)，그해 다시 성균관주부(成均館主簿) 겸 남학교수관(南學校授官)이 되었다가 그해 11월 승훈랑(承訓郞)이 되어 고령현감(高靈縣監)으로 나갔다. 1445년 2월 승의랑이 되었다가, 지방의 수령들의 직급을 1계급씩 강하한다는 명에 따라 강임되었다. 
1445년과 1446년의 흉년기에 경내 백성들을 구제하여 인망을 얻었다. 수재와 겨울 한재, 폭풍, 우박 등의 재해가 있으면 반드시 주방장에게 자신이 먹는 음식의 가지 수를 줄이게 하였고, 감옥의 죄수 중에 가벼운 죄를 지은 사람은 모두 사면해주었다. 일식과 월식에는 몸소 스스로 흰 옷을 입고 홀을 받들고 관청 뜰에 섰다가 일식과 월식이 없어지는 것을 보고서야 그만두었다. 매년 연례 행사로 조정에 올리는 공물은 모두 관청에서 스스로 준비하게 했고, 백성들에게 따로 거두지 않았다. 또한 결혼 할 때를 놓친 처녀와 총각은 돈과 물자를 넉넉히 주어 시집보내주고 장가보내주었다. 이렇게 하자 민심이 안정되고 도적들은 자취를 감추었으며, 가까이 이웃한 10여 고을도 모두 그 은택을 입었는데, 인근 주민들은 그를 청수백석(淸水白石)이라 호칭하였다. 
1447년(세종 29) 10월 다시 승의랑으로 환급되고, 임기만료로 고령현을 떠나게 되자 백성들이 거사비(去思碑)를 세워주었다. 1447년 11월에 성균관주부 겸 남학교수관, 1448년 7월 수 교서관교리(守校書館校理)가 되었다가 한달만에 전제경차관(田制敬差官)에 임명되어 전라도 남원, 옥과(玉果), 장흥, 순천, 장흥 등을 순시하고 그해 10월에 봉훈랑(奉訓郞)으로 승진한 뒤, 12월에 도성으로 되돌아왔다. 그해 12월 전품(田品) 매기는 일을 맡아보았다.
1450년(문종 즉위) 은풍현이 풍기군으로 승격되자, 그해 8월 13일 지풍기군사(知豊基郡事)로 발령, 부임하였다.

### 생애 후반
1452년(뭉종 2년) 8월 조봉대부(朝奉大夫)로 승진했다가 그해 10월 조산대부(朝散大夫)로 승진했다.
1453년(단종 원년) 12월 사재감부정, 54년 2월 성균관사예(司藝)를 거쳐 8월 봉렬대부로 승진하여 성주군 교수관이 되어 내려왔다. 성균관 근무 중 발병한 풍습(風濕)이 여묘살이 하면서, 땅에 거적깔고 베고 생활하다가 심해졌다. 심해진 병으로 인해 지방관직을 자원하자 허락받았다. 그해 12월 봉정대부(奉正大夫)로 승진, 중훈대부(中訓大夫)로 승진되었으나, 1455년 12월 사직하고 1456년 처가가 있는 밀양으로 내려갔다. 
1456년 2월 아들 김종석의 과거 급제 소식을 접했으나 같은 달 병석에 누웠다. 그 해 3월 2일에 밀양군 부북면 대동리(大洞里) 정침에서 병으로 죽었다. 1455년(세조 1년) 12월 12일 세조반정에 참여하거나 기여한 관료들을 좌익원종공신으로 포상할 때 좌익원종공신 3등에 책록되었다. 그는 세조에 의해 좌익원종공신에 책록되었지만 관직을 사퇴하였다. 그는 세조 밑에서는 벼슬하지 않겠다고 낙향을 택했다. 저서로는 1934년 후손 김진식(金鎭植)이 엮고 정리한 《강호실기 (江湖實記)》가 전한다.
16세기에 사림에 의해 확립된 도통(道統)의 계보에서 길재의 학문을 아들 김종직(金宗直)으로 하여금 잇게 하였고 성리학의 계보 중, 정주학(程朱學)을 발전시켰다. 그는 효성이 지극해 『소학』의 법도를 따라서 어버이를 모셨다. 그리고 남을 가르치기를 권태롭게 여기지 않아, 친상(親喪) 중에 여막 곁에 서재를 만들어 조석을 올린 뒤에 가르쳐, 수학하는 이에게 감동을 주었다 한다.
가르칠 때에는 처음에 『동몽수지(童蒙須知)』 유학자설정속편(幼學子說正俗篇)을 모두 암송시킨 다음 『소학』에 들어가고, 그 다음에 『효경』·『사서오경』·『자치통감』 및 제자백가의 순을 밟았다.『소학』을 앞세우면서 실천을 중시하는 학문 자세는 고려의 유학자 길재에게서 물려받았으며, 16세기에 이르러 사림 사이에 일반적인 것이 되었다. 아들 김종직이 쓴 선공기년 제2편에 의하면 집안이 빈한하여 부득이 3월장으로 치뤘고, 그해 12월에 자신의 외조모 민씨의 묘소 서쪽에 장례를 치렀다 한다.

### 사후
시신은 추원재 근처 밀양부 서쪽 6리 대동촌(大洞村, 현 경상남도 밀양시 부북면 제대리 한골마을 후록) 좌측 고암산(高巖山) 분저곡(粉底谷) 제2강 신좌원(辛坐原) 언덕에 매장되고, 후일 그의 부인 박씨 묘소가 그의 묘 바로 뒷편에 조성되었다. 부인 밀양박씨의 묘소 뒤에 묘소 1기 건너편에는 손자이자 김종직의 아들 승사랑 김숭년의 묘소가 조성되었다. 묘소에는 석물과 장명등, 비석 외에 20세기 이후에 세운 묘도비가 있고, 뒷편 부인의 묘에는 구 비석과 20세기 이후에 다시 세운 오석 비석이 양쪽에 서 있다. 그의 가족 묘역 앞산 너머에는 아들 과당 김종유의 묘가 조성되었다. 묘역은 부북면 제대리 한골마을 후록으로, 밀양시내에서 무안면 방향의 지방도 1080번도로변, 마흘리 고개로 넘어가기 전 도로 위쪽 산에 소재해 있다.
1457년(세조 3) 10월 원종공신이었으므로 법전에 따라 1계급 특진 추증되어, 증(贈) 중직대부(中直大夫) 예문관직제학 겸 춘추관기주관(藝文館直提學兼春秋館記注官)에 추증되었다. 이후 사림의 학맥, 도통의 연원을 언급할 때 그는 정몽주, 길재의 도통을 김종직, 김굉필, 조광조 등에게로 이어준 인물로 여러 번 회자되었다.
1489년(성종 20년) 증(贈) 자헌대부 호조판서 겸 지춘추관사(資憲大夫 戶曹判書 兼 知春秋館事)에 추증되었다. 
1646년(인조 24) 선산의 낙봉서원(洛峯書院)에 제향되었고, 1786년(정조 10) 김광형(金光泂)을 소두로 하는 경상, 충청, 원춘(原春), 경기도 등 4도 유생의 사액 하사 건의로 이듬해 사액이 내려졌다. 1905년(광무 8) 설립된 거창 남상의 일원정 (一源亭)에는 아들 김종직 및 스승 길재, 정몽주, 기타 김굉필, 정여창 등과 같이 배향되었다.
1845년(헌종 11) 4월 25일 의정부영의정 권돈인(權敦仁)가 유현 예우 추증 및 시호 하사 건의로, 그해 6월 2일 증(贈) 자헌대부 이조판서 겸 지의금부춘추관사(資憲大夫 吏曹判書 兼 知義禁府事春秋館事) 홍문관대제학 예문관대제학 성균관좨주 오위도총부도총관(弘文館大提學 藝文館大提學 成均館祭酒 五衛都摠府都摠管)에 가증되었지만 시호는 내려지지 않았다. 고종 때 의정부우의정 조두순이 그의 시호를 청하는 상소를 올려 1871년(고종 8) 3월 16일 고종의 왕명으로 시호(諡號)가 추증되었는데, 도덕박문왈문 연원유통왈강(道德博聞曰文 淵源流通曰康)이라 하여 문강공(文康公)이 되었다.

## 저작
- 《강호실기 (江湖實記)》
- 이준록, 그의 행적을 정리한 책

## 활동

### 국가관, 학문관
아들 김종직에 의하면 그는 일찍이 말하기를 "토지가 있고 백성이 있으면 또한 우리 유학을 실행할 수 있다."라고 하였다.
그는 지방관으로 재직하며 미신 풍속을 혁파하고 육행(六行)을 장려하는데 힘썼다. 봄과 여름마다 자신을 수행하는 시종 수를 최대한 줄이고, 농지를 직접 다니며 농사를 감독하였다. 백성 중에 종자(種子)가 없는 이에게 종자를 빌려주고, 먹을 것이 없는 백성에게는 식량을 주휼해 주었다. 부지런한 백성을 위로하는 한편 게으른 백성을 징계하였다. 그리고 관청의 빈 땅에 뽕나무를 심어, 백성들이 와서 묘목(苗木)을 가져가도록 하였다.
각 고을 수령(守令)들은 모두 공금유용 의혹을 두려워하였기에 의창(義倉)의 곡식이 떨어지면, 굶어 죽어 가는 사람을 보기만 하고 구제하지 않고 방치하였다. 그러나 그는 "옛날에 한소(韓韶)는 구학(溝壑)에 뒹구는 백성들을 살리고서 웃음을 머금고 땅속에 들어가고자 하였고, 급암(汲黯)은 조칙(詔勅)을 가칭해 관창을 열어 백성을 구제하면서 처벌받는 것을 사양하지 않았으니, 참으로 백성을 살리는 데에 마음을 둔다면 어찌 법을 두려워하겠는가?"라고 하고는, 군수(軍須)를 몽땅 들어내어 백성들에게 나누어주어 구휼하였다.

### 교수학습 방법
그는 학생, 선비를 가르칠 때에는 동몽수지(童蒙須知), 유학자설정속편(幼學子說正俗篇)을 모두 암송, 이해시킨 다음 소학(小學)을 가르쳤다. 제자가 소학의 뜻을 이해하면 효경(孝經), 사서오경(四書五經)을 익히게 했으며, 그 뒤에 자치통감(資治通鑑), 및 제자백가를 강의하였다. 
당시 고려와 조선에서는 부모, 가족의 상사 때에는 모든 일을 중단하고 삼년상, 1년상을 했다. 그러나그는 자신의 가족의 초상 때에도 학생을 받아들여, 여막 곁에 서재를 만들어 조석을 올린 뒤에 가르쳐 학업을 받으러 찾아오는 자를 받아들였다. 

### 영남사림의 발흥
김숙자는 스승 길재의 가르침에 확신했고, 그걸 제자들에게 가르쳤다. 김종직은 아버지 김숙자의 이 가르침을 평생을 두고 지켰다. 어릴 때부터 책 목록을 정해 놓고, 그 순서대로 읽는 습관을 따랐다고 한다. ‘소학’을 중심으로 한 이러한 실천 강조 학풍은 김숙자-김종직을 거쳐 16세기에 이르러 사림 사이에 일반적인 것이 될 정도로 큰 설득력을 발휘했다. 뒤에 영남사림파의 큰 학자로 드러난 김굉필은 스스로 ‘소학동자’라고 지칭하면서 30세까지 ‘소학’에만 천착했을 정도였다. 길재에서 김숙자를 거쳐 김종직에 이르는 정주학(程朱學)의 학통이 이렇게 시작되었다.
길재는 많은 제자를 길러 냈는데, 가장 먼저 입지를 세운 이가 김숙자였다. 이후 그의 제자들이 속속 중앙정계에 진출했다. 특히 세조 때부터 김숙자와 김종직 부자 등 여러 신진 사류가 과거 급제 등을 통해 중앙정치 무대로 진출하게 되었는데 이로써 강력한 세력을 형성하였다. 이른바 ‘영남사림파 ’의 등장이었다. 이후에 이중환이 ‘택리지’를 통해 “조선 인재의 반은 영남에서 나왔고, 영남 인재의 반은 선산에서 나왔다”고 한 것은 김숙자 이후에 ‘영남사림파 ’의 발흥이었다는 것을 말해준다.
김굉필(金宏弼), 정여창(鄭汝昌)은 그의 아들 김종직의 문인이면서, 김숙자의 또다른 문하생인 면재 또는 격재 손조서에게서도 수학했다.

## 가족 관계
- 증조부 : 김광위(金光偉)
  - 할아버지 : 김은유(金恩宥)
  - 할머니 : OO김씨(金氏), 산원동정 김련(金鍊)의 딸
    - 백부 : 김암(金巖)
    - 백부 : 김선웅(金善雄)
    - 아버지 : 김관(金琯, 1359년 ~ 1431년 8월 1일)
    - 어머니 : 인동유씨(仁同兪氏, ? ~ 1431년 7월 21일) 유인귀 딸
      - 동생 : 김숙치(金叔淄)
      - 누이 : 선산김씨, 류홍(柳洪)의 처, 서애 유성룡(西厓 柳成龍)의 5대조

    - 전처 : 곡산한씨(谷山韓氏), 한변(韓變)의 딸(2남1녀)
      - 장남 : 김종보(金宗輔)(만산현감)
      - 장손 : 김적(金績)
      - 이자(二子) : 김종익(金宗翼)
      - 자부 : 배우의 딸
      - 딸 : 일선김씨
      - 사위 : 김중로(金仲老), 상주인
      - 딸 : 일선김씨
      - 사위 : 강척(康惕), 창신교위 역임

    - 후처 : 밀양박씨(密陽朴氏, 1400년 11월 28일 ~ 1479년 12월 21일, 사재감정박홍신(朴弘信)의 딸 (3남 3녀)
      - 삼남 : 김종석(金宗碩, 1423년 11월 ~ 1460년 3월)
      - 사남(四男):김종유(金宗裕)
      - 오남(五男): 김종직(金宗直)점필재
      - 자부 : 조계문의 딸
      - 자부 : 문극정의 딸
      - 딸 : 일선김씨
      - 사위 : 민제(閔除)
- 처부 : 박홍신
- 장모 : 여흥민씨, 삼사사 좌윤 민위(閔暐)의 딸
  - 처조부 : 박천경(朴天卿)

## 기타
아들 김종직의 선공기년에 의하면 그는 아들을 장가들이고 딸을 시집보낼 때면, 반드시 상대방이 세족(世族)인지, 그리고 가훈(家訓)이 있는 집안인지를 알아보고 확인했다. 그리고 혼인 약속이 이미 결정된 다음에는 누구도 말하지 못하게 막았다 한다.

## 같이 보기
- 거창 김숙자 사당
- 김종직
- 길재
- 윤상
- 정몽주
- 정도전
- 일원정
- 예림서원
- 세조 찬위
- 추원재

## 참고 자료
- 「한국의 명문 종가」, 사림의 학맥형성과 그 특성, 이순형 저, 서울대학교출판부(2000년, 17~33p)
- 「한국사 테마전」, 공자가 살아야 나라가 산다, 김경수 저, 돋을새김(2009년, 128~151p)
- [공부의 神, 천재들의 요람 선산 壯元坊 .10] 영남사림의 기틀을 마련한 김숙자(金叔滋) 영남일보